# Аспіс
Аспіс (дав.-гр. Ασπίς, «щит»), або ж Дейрас — один з акрополів давньогрецького міста Аргос і однойменний пагорб, на якому він був розташований.